# Рид, Джордж (политик США)
Джордж Рид (англ. George Read; 18 сентября 1733 — 21 сентября 1798) — американский юрист и политик из штата Делавэр. Депутат Континентального конгресса от трёх нижних графств провинции Пенсильвания, был одним из подписантов Декларации независимости США, делегат Конституционного конвента в 1787 году, президент штата Делавэр в 1777—1778 году и член Федералистской партии США. Позже занимал должности сенатора США от штата Делавэр и главного судьи штата Делавэр.
Родился в Мэриленде, но вскоре после этого семья переехала на территорию современного штата Делавэр (тогда это была провинция Пенсильвания). Учился в Пенсильвании, изучал право в Филадельфии. С 1754 года имел адвокатскую практику в Делавэре. Поддержал протесты против действий британского правительства, в 1776 году голосовал против независимости, однако подписал Декларацию. Во время Войны за независимость занимался политикой в пределах штата.
Плохое состояние здоровья вынудило его уйти в отставку в 1779 году, однако в 1782 году он вернулся на должность. На Филадельфийском конвенте отстаивал права малых штатов и сильную исполнительную власть. Возглавил кампанию за ратификацию Конституции в Делавэре. Четыре года был сенатором США, затем ушёл в отставку, чтобы стать председателем Верховного суда Делавэра; на этом посту находился до самой смерти.